# Білоцерківський тролейбус
Білоцеркíвський тролéйбус — тролейбусна система міста Біла Церква, як вид громадського транспорту відіграє не основне значення — його маршрути продубльовано (причому з варіаціями) автобусом (головний засіб пересування містом), а інтервали руху машин на маршруті є доволі великими, проте тролейбуси лишаються зручним, дешевим та відносно популярним видом транспорту в місті. Безкоштовний для деяких категорій пасажирів. Єдина тролейбусна система Київської області.

## Історія

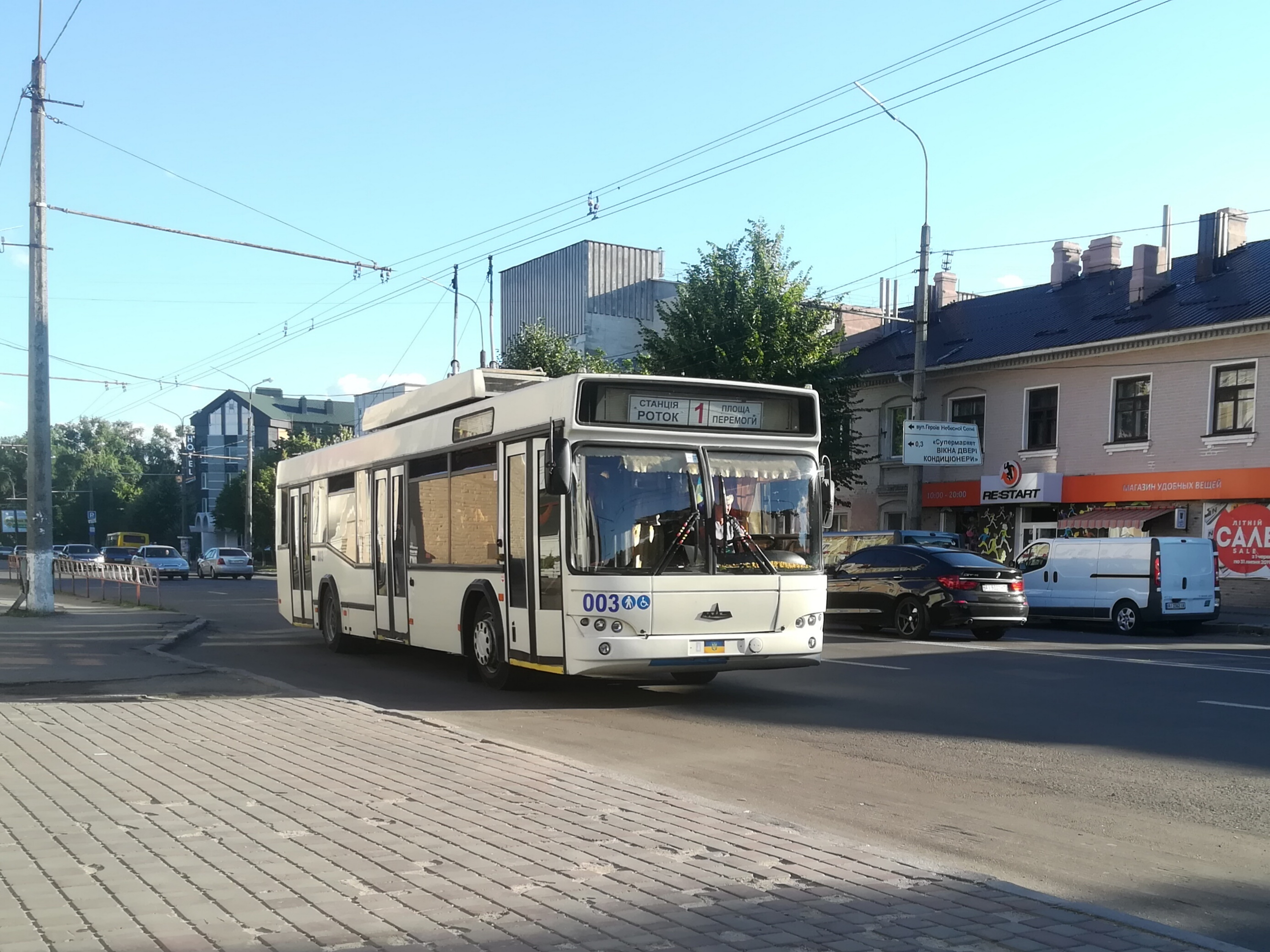
MAZ-ETON-103T на маршруті № 1

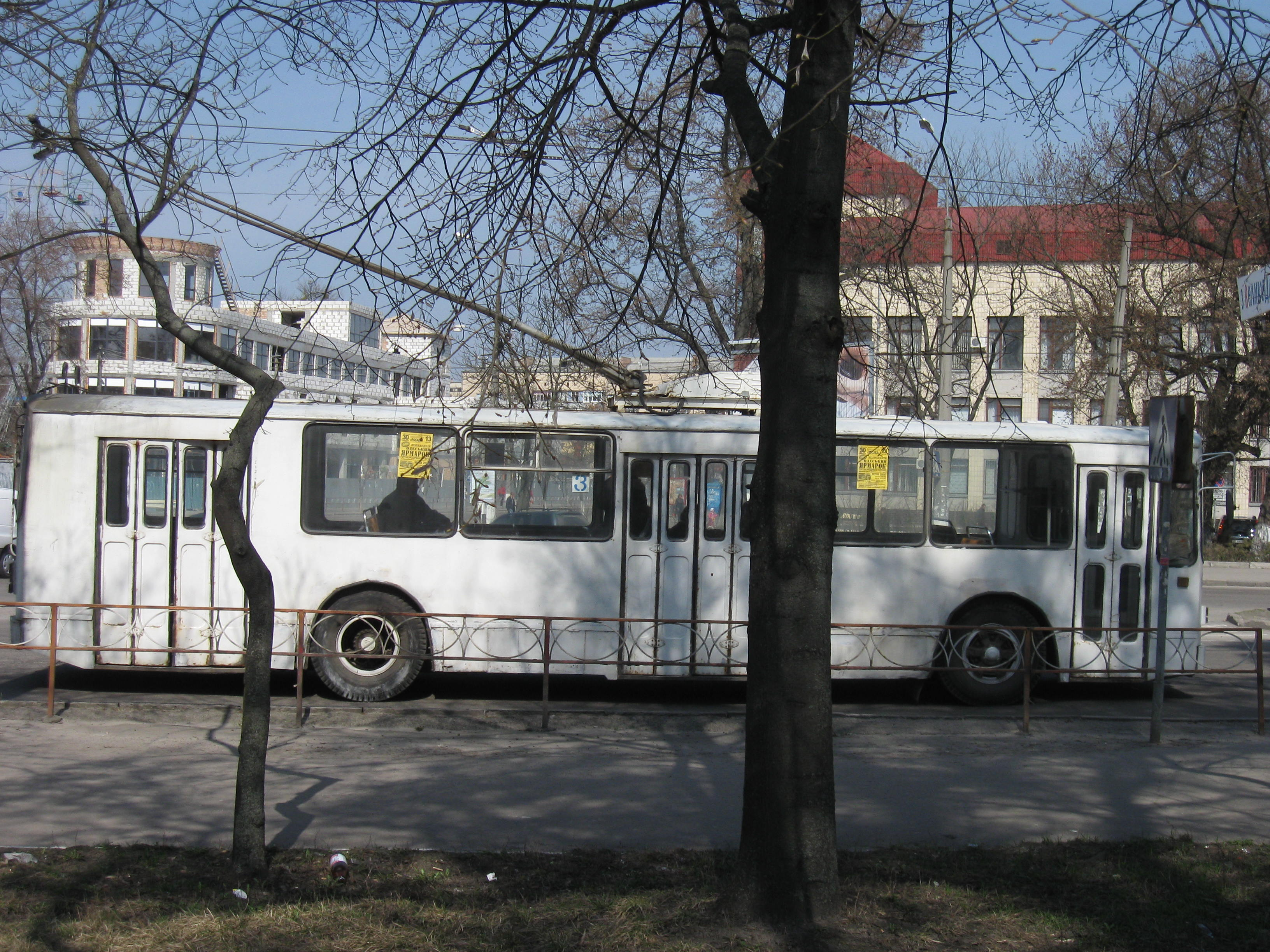
Білоцерківський тролейбус, маршрут № 3 на Соборній площі (центральній площі міста)

Перший проект будівництва тролейбусних ліній датовано 1956 року. Планувалася кільцева лінія сучасними Олександрійським бульваром (колись бульваром 50-річчя Перемоги), вул. Ярослава Мудрого і Сквирським шосе.
У 1978—1980 роки за кошти ВО «Білоцерківщина» (нині завод ГТВ «Росава») побудовано першу тролейбусну лінію та депо на 100 місць. Водії навчалися в Києві та Житомирі. Із заводу ім. Урицького надійшло 16 тролейбусів ЗіУ-9. Пробний рейс лінією завдовжки 5,3 км по осі вулиць було здійснено 30 квітня 1980 року від станції Роток вулицею Леваневського, шляхопроводом над залізницею до мікрорайону Павліченка.
23 червня 1980 року розпочався регулярний рух тролейбусів за маршрутом № 1 «ст. Роток — вул. Павличенко».
У лютому 1982 року лінію було продовжено до площі Волі (нині — площа Соборна), а 1 березня 1983 року — до площі Перемоги. З відкриттям цих ділянок загальна довжина всієї лінії сягнула 23,1 км.
У 1983 році на лінію виходило 20-30 тролейбусів з наявних 44 у парку, які протягом дня перевозили в середньому 32 тис. пасажирів, а вже у 1988 році у «години пік» виходило до 40 тролейбусів з інтервалом 2-3 хвилини.
У 1988—1989 роках було побудовано нову лінію завдовжки 3,5 км до 4-го мікрорайону з одностороннім кільцевим рухом вулицями Грибоєдова і Комсомольською (Героїв Крут). Тролейбуси маршруту № 2 стали курсувати тут із серпня 1989 року, на лінію виходило 5 тролейбусів, інтервал становив 8 хв.
У 1991 році у місті нараховувалось 72 машини ЗіУ-682 різних модифікацій.
До 1994 року у місто надійшло 9 з'єднаних тролейбусів Київ-11 та ЮМЗ Т1. Щоденний випуск на 2 міські маршрути тоді становив 45-50 машин.
У 1994 році добудували другий міст через річку Рось, і з 23 серпня 1994 року запустили два нових маршрути до нового Таращанського масива: № 4 і 5.

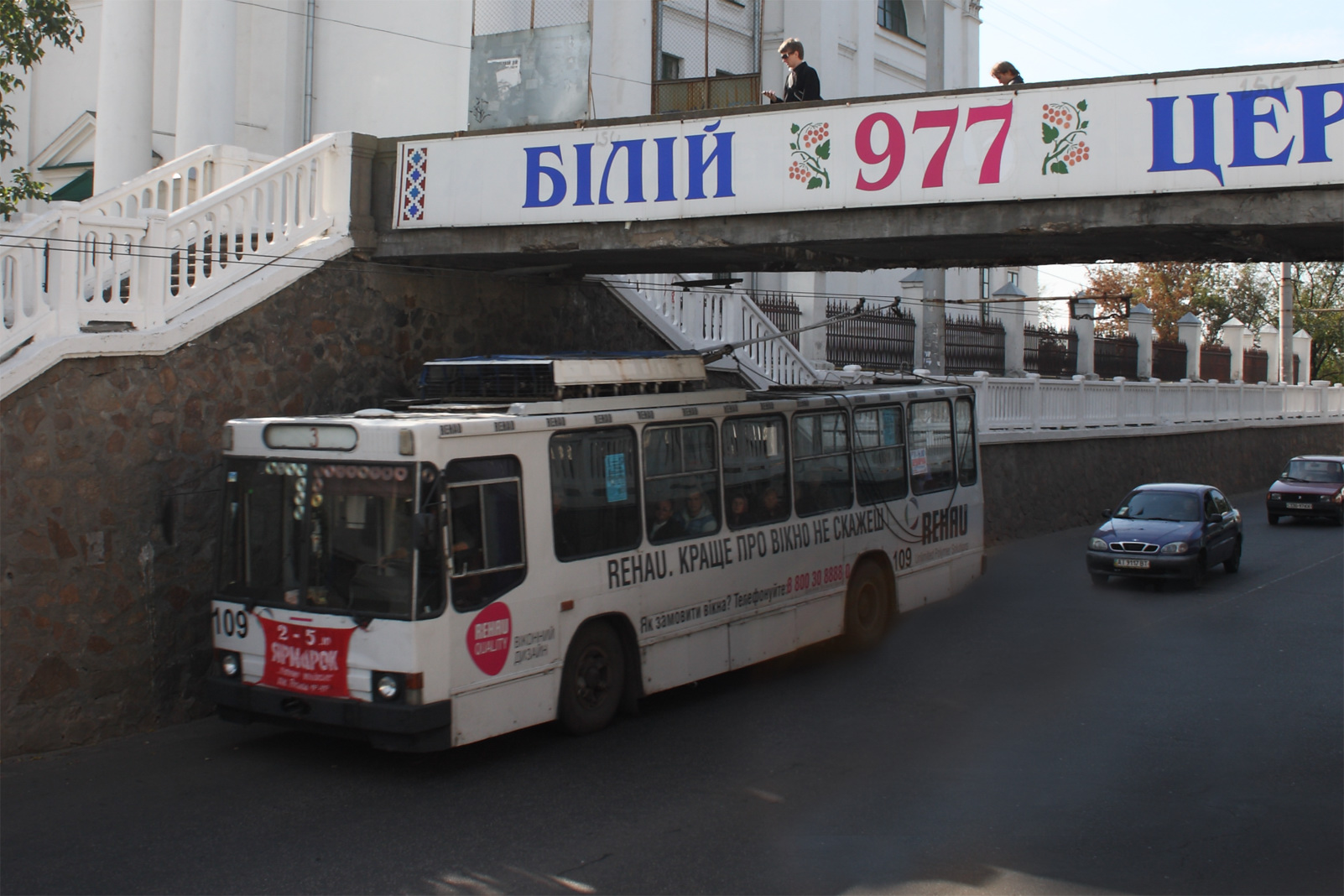
ЮМЗ Т2 на маршруті № 3

У 1996, 1997 та 2007 роках надійшло 3 тролейбуси ЮМЗ Т2.
У жовтні 2004 року відбулося чергове поновлення мережі — було запущено маршрут, який поєднав Піщаний масив із центром міста, що отримав номер 3. Довжина всіх тролейбусних ліній склала, таким чином, 32,6 кілометри.
У другій половині 2000-х років Білоцерківський тролейбус переживав скрутні часи — на балансі в міста залишилося лише 25 машин при щоденному випуску до 20 одиниць на всі 5 маршрутів. Починаючи з 1999 року було придбано лише два нових тролейбуси.
Однак, у результаті впровадження вітчизняними виробниками лізингових програм, у тролейбусного управлення з'явилась можливість закупити відразу декілька нових машин за вартістю однієї, що дало надію на оновлення тролейбусного парку міста. Для цього була запланована поступова заміна фізично зношених тролейбусів сучасним рухомим складом у кількості 20 од., у тому числі 2 тролейбуси мають бути пристосовані для проїзду пасажирів з особливими потребами.
До кінця 2010 року ситуація з фінансуванням стабілізувалася, намітилися позитивні тенденції: за півроку три тролейбуси пройшли заводський капітальний ремонт, ще 2 пройшли якісний середній ремонт, а в липні 2011 року уперше з часів розпаду Радянського Союзу була виділена сума на закупівлю відразу 6 нових тролейбусів, Київською обласною Радою місту були виділені кошти на закупівлю нових тролейбусів у розмірі 11,7 млн грн. На засіданні міської ради 18 липня 2011 року міський голова В. П. Савчук повідомив, що вже були проведені переговори з Луцьким заводом «Богдан Моторс», білоруськими «Белкомунмашем», МАЗ та Дніпровським заводом «Південмаш».
20 липня 2011 року оголошено тендер на закупівлю 6 нових тролейбусів, в результаті якого переможцем було визнано ТОВ «МАЗтранссервіс».
В ніч з 21 на 22 жовтня 2011 року великою вантажною машиною було обірвано електродріт, що призвело до припинення тролейбусного руху по всьому місту майже на тиждень.
6 грудня 2011 року поступив перший в місті тролейбус з низьким рівнем підлоги моделі МАЗ-ЭТОН Т103. Пізніше було закуплено ще декілька таких моделей як на заміну старим, так і з метою зменшення інтервалу руху на маршруті № 1, що стало актуально після закриття популярного автобусного маршруту № 22 (заміною якому стало дорожче маршрутне таксі з тим же номером), який практично дублював тролейбусний маршрут № 1.
До кінця 2005 року планувалося запустити маршрут з Піщаного масиву до станції Роток. Лише 31 травня 2014 року в експлуатацію введено новий маршрут № 3А від залізничної станції Роток до масиву Піщаний.
З 4 вересня 2015 року вартість проїзду в тролейбусі становить 1,50 гривні.
Впродовж 2016 року було проведено капітальний ремонт 4 тролейбусів. Наприкінці 2016 року до Білої Церкви надійшло чотири тролейбуси Ikarus 280Т з Угорщини. Тролейбуси є підвищеної пасажиромісткості. Станом на 1 січня 2017 року на балансі тролейбусного управління перебувало 24 тролейбуси, а на маршрути одночасно виходило 18 одиниць електротранспорту.
30 січня 2017 року розпочалась пасажирська експлуатація тролейбусів Ikarus 280Т, тролейбус № 011 вийшов на маршрут № 1.
2 лютого 2017 року затверджено дизайн разових талонів і проїзних квитків системи «Електронний квиток», який з 11 березня 2017 року запроваджений в дію. «Електронний квиток» надасть змогу забезпечити можливість зручної, швидкої оплати та контролю проїзду, а також скоротить час затримки громадського транспорту на зупинках. Крім того, електронний облік пасажиропотоку дозволить оцінити реальний обіг грошових коштів і, відповідно, оцінити обґрунтованість тарифів на перевезення і можливість оновлення автопарку. До 24 лютого 2017 року весь рухомий склад електротранспорту обладнаний валідаторами.
Згідно з рішенням виконавчого комітету Білоцерківської міської ради № 07 від 17 січня 2017 року «Про тариф на проїзд у міському електричному транспорті», вартість разового квитка з 11 березня 2017 року, придбаного у водія або кондуктора складає 3,00 ₴, в стаціонарній касі або терміналі — 2,50 ₴.
У разі використання пластикової безконтактної картки при одноразовому придбанні поїздок:
- 1-9 поїздок — по 2,00 грн./поїздка;
- 10 поїздок — по 1,85 грн./поїздка;
- 11 поїздок — за 20 грн. (10 поїздок по 1,85 грн., а одинадцята поїздка — 1,50 грн);
- 12-19 поїздок — 1,80 грн./поїздка;
- 20-60 поїздок — 1,75 грн./поїздка (найвигідніші і заощадливі поїздки).

Тариф для відшкодування з міського бюджету перевезення пільгових категорій становить 3,00 грн.
Вартість проїзного квитка терміном на один місяць за проїзд в міському електротранспорті становить:
- для громадян — 60,00 грн.;
- для студентів денної форми навчання — 40,00 грн., за електронним студентськими квитками — 35,00 грн.;
- для учнів загальноосвітніх шкіл — 20,00 грн., за електронним учнівським квитками — 15,00 грн.

## Маршрути

### Діючі маршрути
| №  | Початковий пункт | Кінцевий пункт       | Дата відкриття  | Протяжність, км | Інтервал руху, хв. | Дата закриття      |
| -- | ---------------- | -------------------- | --------------- | --------------- | ------------------ | ------------------ |
| 1  | Станція Роток    | Площа Перемоги       | 1 березня 1983  | 10,88           | 7—21               |                    |
| 2  | Станція Роток    | 4-й мікрорайон       | серпень 1989    | 4,46            | 39—43              | тимчасово закритий |
| 3А | Станція Роток    | Масив «Піщаний»      | 31 травня 2014  | ~7              | 35—70              |                    |
| 4  | Площа Перемоги   | Масив «Таращанський» | 23 серпня 1994  | 7,57            | 50—60              |                    |
| 5  | Станція Роток    | Масив «Таращанський» | 23 серпня 1994  | 6,96            | 28—31              |                    |
| 8  | Площа Перемоги   | 4-й мікрорайон       | 14 вересня 2019 | 10,76           | 44                 |                    |

### Скасовані та попередні маршрути
| № | Початковий пункт | Кінцевий пункт                     | Дата відкриття | Протяжність, км | Інтервал руху, хв. | Дата закриття  |
| - | ---------------- | ---------------------------------- | -------------- | --------------- | ------------------ | -------------- |
| 1 | Станція Роток    | Вулиця Павличенка                  | 23 червня 1980 | 5,3             |                    | 4 лютого 1982  |
| 1 | Станція Роток    | Соборна площа (колишня — пл. Волі) | 5 лютого 1982  | 6,6             |                    | 28 лютого 1983 |
| 2 | Шинний завод     | Вулиця Павличенка                  | 1981           | 5               |                    | 1982           |
| 3 | Масив «Піщаний»  | Соборна площа                      | жовтень 2004   | 4               | 30                 |                |

## Невтілені проекти

Схема тролейбусних маршрутів станом на 30 травня 2014 року

Схема діючих та проектованих тролейбусних маршрутів

У радянські часи існували плани продовження лінії від площі Перемоги до Гайка, а також зведення ліній до залізничного вокзалу та через центр до міжміського автовокзалу (нині закритий, працює лише приміська автостанція).
Згідно з програмою розвитку міського електричного транспорту на 2006—2010 рр. у 2008 році планувалось: продовження ліній від площі Перемоги до мікрорайону Гайок і від площі Петра Запорожця до центрального залізничного вокзалу Біла Церква. На проектованій ділянці до залізничного вокзалу були розставлені опори, змонтована підсилювальна станція, але контактну мережу так і не проклали[джерело?].
У програмі розвитку міста на 2010—2015 рр. міський голова В. П. Савчук обіцяв збільшення протяжності мережі тролейбусних ліній на 10 км шляхом побудови таких ліній: масив Піщаний — масив Таращанський (2013 р.), площа Перемоги — Гайок (2014 р.). Введення маршруту № 7, незважаючи на наявність ліній, також не втілено: для запуску маршруту необхідне встановлення однієї стрілки, що станом на 2014 рік коштувало 300 тис. грн, (вже побудували, станом на 2019 рік), але маршрут чомусь не запустили, а з огляду на значну довжину маршруту для інтервалу руху, хоча б 20 хвилин, необхідні 4 випуски тролейбусів. Це все перенесли на 2016—2020 роки.

## Критика

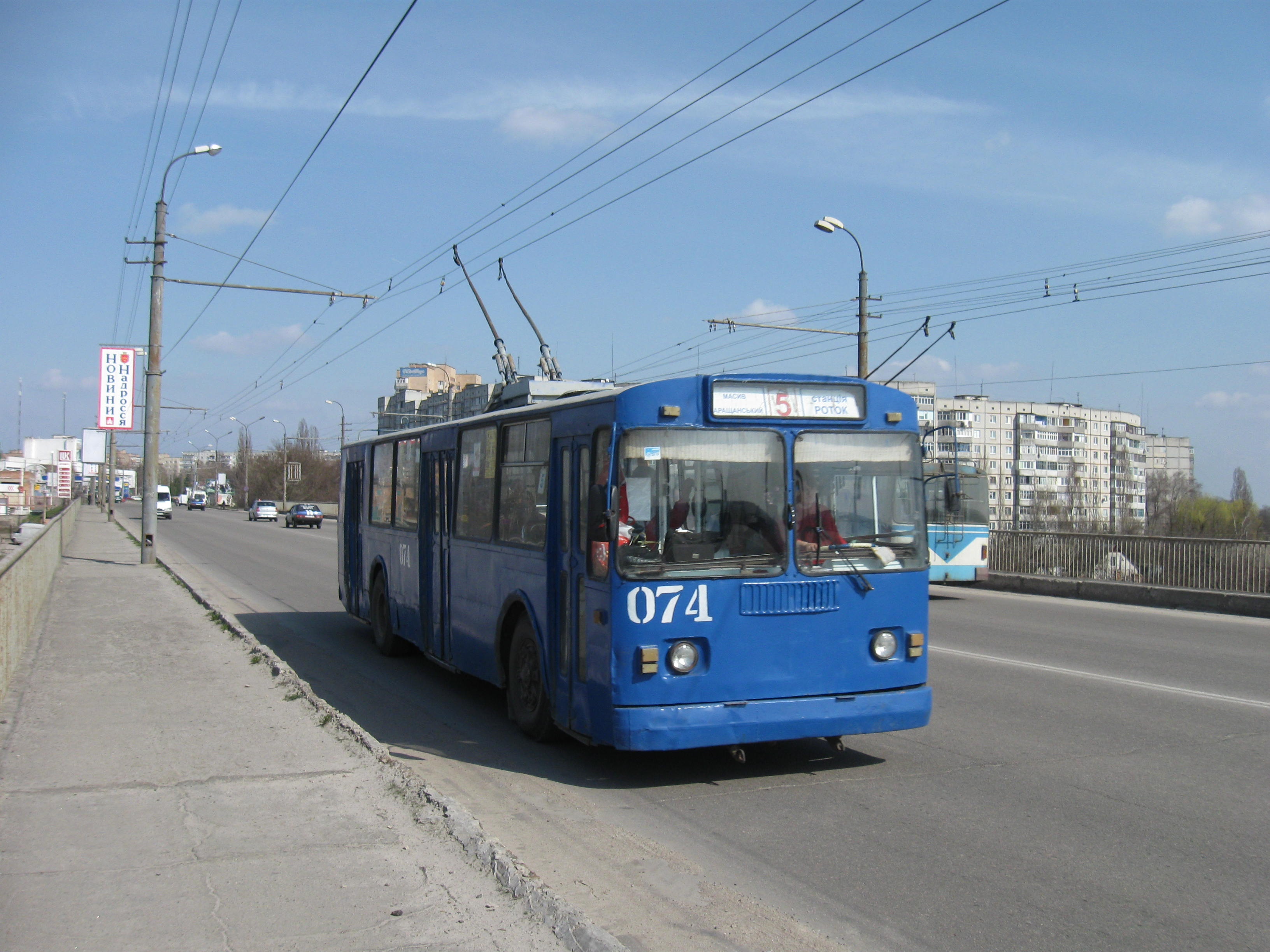
Тролейбус № 074 на маршруті № 5

Одним з суттєвих недоліків тролейбусної системи Білої Церкви є великий інтервал руху тролейбусів на маршрутах № 2, 3, 3а, 4, 5, що складає 28—70 хвилин у залежності від маршруту і вказівок диспетчера. З таким інтервалом руху тролейбусів місто потребує встановлення на зупинках похвилинних графіків усіх маршрутів.
Немає прямого сполучення від масиву Піщаний (пропонований маршрут № 6) і густонаселеного 4-го мікрорайону (пропонований маршрут № 7) до площі Перемоги, для жителів мікрорайону Гайок також актуальним залишається відсутність сполучення з рештою міста.
Варто відзначити і той недолік, що, незважаючи на те, що тролейбусна мережа добре охоплює південну і східну частину міста (сполучаючи найбільші спальні райони і заводи), у північній та частково центральній і західних частинах відсутня. Немає ліній вздовж центральних вулиць Ярослава Мудрого, Героїв Небесної Сотні (Гординського), Павличенка, Шевченка, Олеся Гончара, бульв. Михайла Грушевського (1 Травня), де знаходяться такі важливі елементи інфраструктури як головний залізничний вокзал, автостанція, центральний ринок, торгові центри, культурні осередки, 1-ша міська й дитяча лікарні. Питання загострилося особливо у роки незалежності України з огляду на переорієнтування пасажирських потоків до ринків, ТРЦ, автостанції, головного залізничного вокзалу замість заводів і залізничної станції місцевого сполучення Роток на сході міста.

## Енергогосподарство
Живлення мережі забезпечують 5 тягових підстанцій.

## Перспективи
В рамках проекту «Міський громадський транспорт в Україні» планується:
- за рахунок залучених кредитних коштів Європейського інвестиційного банку під державні гарантії виконати капітальний ремонт тролейбусів, провести оновлення парку тролейбусів та здійснити реконструкцію контактної мережі на суму в 11 млн євро;
- за рахунок залучених кредитних коштів Європейського банку реконструкції та розвитку під місцеві гарантії придбати 30 тролейбусів на суму в 8 млн євро[14] (відмовились). Ще хочуть 5 через лізинг, цей варіант більш імовірний (відмовились). Станом на квітень 2019-го року триває тендер на закупку 1-го і буде «Дніпро Т-103». Вже придбали.